# Staufenberg (Bonstetten)
Der Staufenberg (auch Buchberg genannt) liegt im schwäbischen Landkreis Augsburg, zwischen den Gemeinden Bonstetten und Heretsried und ist nahezu vollständig bewaldet. Mit einer Höhe von 577 m über dem Meeresspiegel überragt er die Umgebung um etwa 100 Meter und ist gleichzeitig die höchste Erhebung in der Region. Zu den Alpen hin wird diese Höhenlage erst wieder 10 km weiter südlich erreicht. 

## Etymologie
Der Name „Staufenberg“ leitet sich von dem mittelhochdeutschen „stouf“ ab, was unter anderem „hochragender Felsen“ bedeutet. Dieses Wort findet sich in mehreren Bergnamen in Süddeutschland, wie zum Beispiel beim Staufen und Hohenstaufen. Schreibweisen wie Stauf(f)ersberg oder Stauferberg sind zwar weit verbreitet, jedoch nicht korrekt.

## Geologie
Der Berg hat eine herausragende geologische Bedeutung, denn auf ihm befinden sich die relativ am höchsten liegenden und damit ältesten erhaltenen kaltzeitlichen Schotter des gesamten nördlichen Alpenvorlandes. Diese quartären, alpinen Schotter wurden von der Ur-Iller, einem breiten und kräftigen Schmelzwasserstrom, aus südwestlicher Richtung während der Biber-Kaltzeit vor rund 2,5 Millionen Jahren herantransportiert. Genaue Aufschlüsse über den Bodenaufbau konnten beim Bau der Bonstetter Wasserreserve und des Sendeturms gemacht werden. Der Schotter ist nur wenige Meter dick und besteht aus verwitterungsresistenten Gesteinen wie  Sandstein, Quarz, Hornsteine, Radiolarite und Verrucano. Unter dieser Schotterschicht liegt tertiärer Quarzriesel der Oberen Süßwassermolasse.
Früher vorhandene Deckschichten auf dem Schotter wurden sehr wahrscheinlich abgeräumt. Aufgrund der Schotterkappe blieb der Berg von weiterer Erosion in der Folgezeit aber verschont. Die Umgebung hatte dagegen keine schützende Schotterdeckschicht, sodass die weicheren Gesteine im Zuge der Ausräumung ausgewaschen oder aufgelöst wurden. Es fand also eine sogenannte Reliefumkehr statt: Der Staufenberg behielt durch seinen älteren, oben liegenden Flussschotter seine Höhe und die umliegenden Täler und Becken tieften sich immer weiter ein.
Das Geotop Bibereiszeitliche Schotter auf dem Staufersberg ist für seine ältesten Deckenschotter in der Liste der Geotope im Landkreis Augsburg ausgewiesen.

## Bauwerke

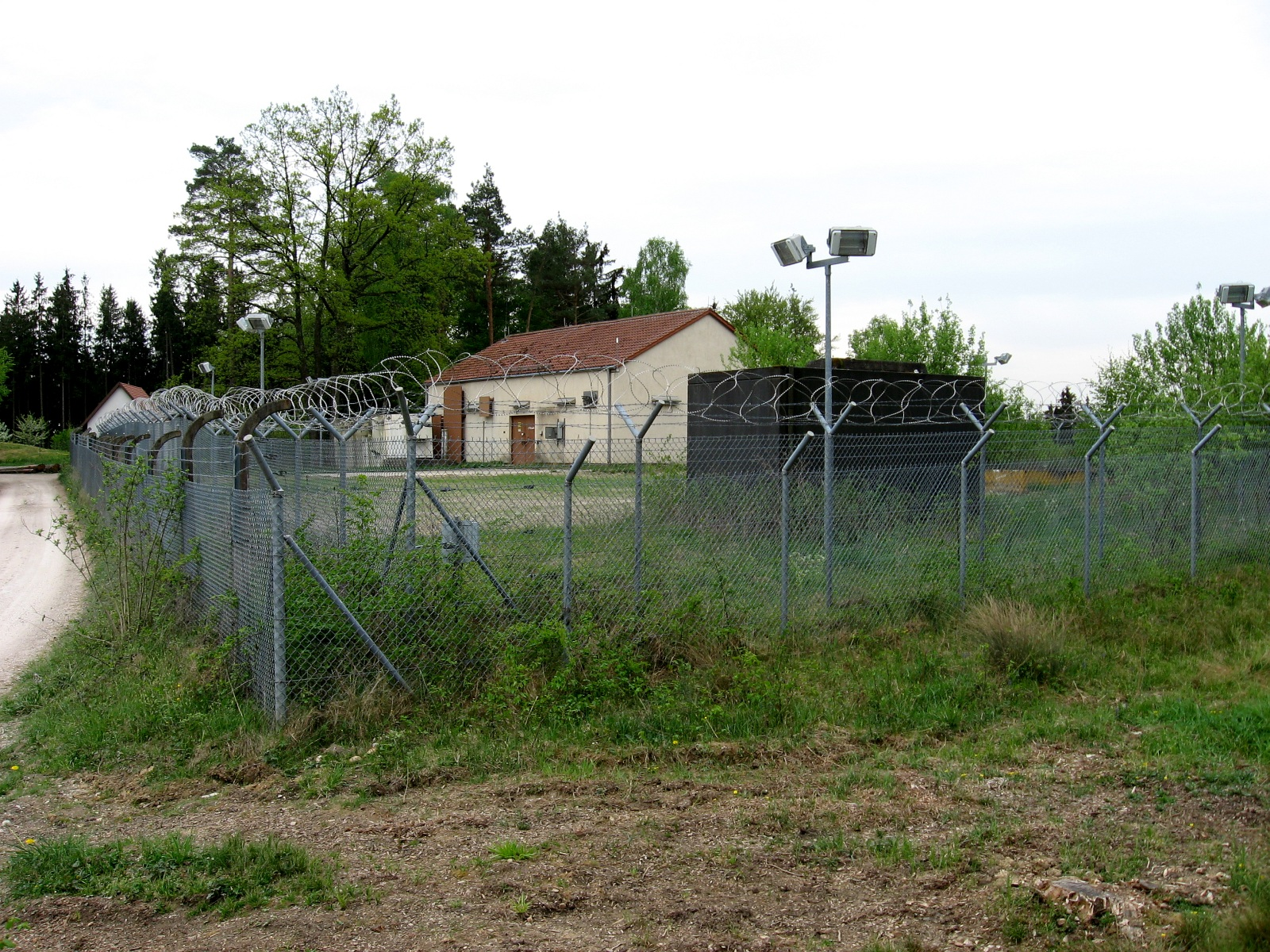
Blick auf die ehemalige Relaisstation der US-Streitkräfte zwei Monate nach dem Abbau des Gittermastes

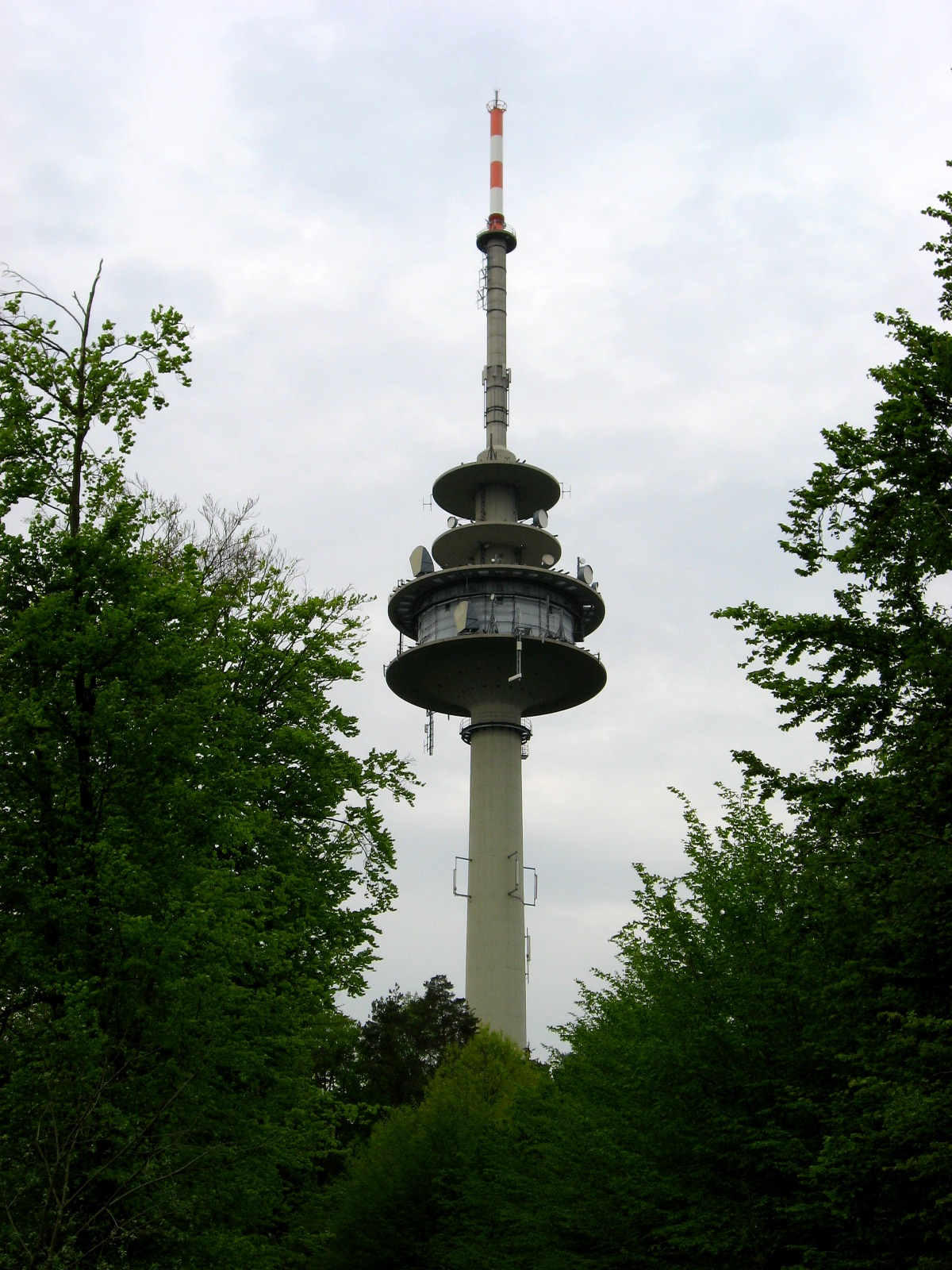
Sender Welden auf dem Staufenberg (hier noch mit der später entfernten Antenne)

Aufgrund seiner exponierten Lage wurde 1810 im Zuge der bayerischen Landesvermessung eine 26 m hohe Vermessungspyramide aus Holz für Messungen zum Hauptdreiecksnetz auf dem Staufenberg errichtet. Diese diente dazu, unter anderem Signalstationen im Gammersfeld bei Weilheim, dem Peißenberg, Kloster Roggenburg und Kloster Neresheim anzupeilen und so mittels Winkelberechnung die Entfernungen feststellen zu können.
Nach dem Zweiten Weltkrieg errichteten die US-Streitkräfte auf dem Staufenberg an Stelle der Vermessungspyramide eine Relaisstation mit einem rund 80 Meter hohen Richtfunkturm. Die Anlage diente unter dem Kürzel BST als Übermittlungsstelle zwischen den Stationen in Hohenstadt in der Schwäbischen Alb und der Reese-Kaserne in Augsburg. Nach dem Abzug der US-amerikanischen Truppen aus Augsburg Anfang der 1990er Jahre blieb die Station weiter bestehen. Die Gemeinde Bonstetten plante nach der Jahrtausendwende die Umwandlung in eine Aussichtsplattform und bemühte sich letztlich vergeblich um die Übernahme des Gittermastes. Im Februar 2007 wurde der Gittermastturm schließlich im Auftrag der US-Streitkräfte demontiert.
Der Staufenberg ist auch Standort eines Sendeturms aus Stahlbeton mit einer Höhe von 159 Metern, der von der Deutschen Bundespost  zwischen 1983 und 1985 für 7 Millionen Deutsche Mark erbaut wurde. Er ersetzte einen kleineren Sendeturm, der hier seit den 1950er Jahren stand und mittlerweile baufällig geworden war. Nach später erfolgten Rückbau der oberen Antenne verkleinerte sich die Höhe auf 135 Meter.

## Wegenetz
Auf dem Gebiet des Staufenberges verlaufen mehrere Fuß- und Radwege. So gibt es neben örtlichen Wanderwegen und einem beschilderten Radweg zwischen Bonstetten und Heretsried auch einen geologischen Lehrpfad mit Schautafeln, die die geologische Geschichte des Staufenberges und der Umgebung erklären.